# 601894 Naiman
601894 Naiman este o planetă minoră (asteroid) din centura de asteroizi. A fost descoperită pe 14 noiembrie 2009 la  de . 
Obiectul prezintă o orbită caracterizată de o semiaxă mare de 2,5634434933724 UAi, o excentricitate de 0,18474982317415, o înclinație de 3,3309048203824 ° în raport cu ecliptica.